# Église-Neuve-de-Vergt
Église-Neuve-de-Vergt település Franciaországban, Dordogne megyében. Lakosainak száma 583 fő (2022. január 1.). Église-Neuve-de-Vergt Chalagnac, Sanilhac, Vergt, Marsaneix, Breuilh és Notre-Dame-de-Sanilhac községekkel határos.

## Népesség
A település népességének változása:
| Lakosok száma | 250  | 272  | 307  | 333  | 494  | 541  | 552  | 563  | 571  | 583  |
|               | 1968 | 1982 | 1990 | 2006 | 2013 | 2015 | 2017 | 2019 | 2020 | 2022 |